# Crary Mountains
Die Crary Mountains sind eine isolierte Gruppe von eisbedeckten Bergen im westantarktischen Marie-Byrd-Land. Sie ragen etwa 100 km südwestlich des Toney Mountain aus dem Westantarktischen Eisschild auf. Zu ihnen gehören Mount Frakes, Mount Rees, Mount Steere und der Gebirgskamm Boyd Ridge.
Die Berge sind vulkanischen Ursprungs und während der letzten 10 Mio. Jahre entstanden. Die vulkanische Aktivität ist während dieser Zeit von Nordwesten nach Südosten fortgeschritten, sodass Mount Rees im Nordwesten der älteste Vulkan der Crary Mountains ist, während die Boyd Ridge im Südosten als jüngster Berg der Gruppe ein Alter von rund 2,5 Mio. Jahren aufweist. Flankenvulkane auf der Südwestseite des Mount Frakes waren bis ins späte Pleistozän (vor rund 30.000 Jahren) aktiv.
Wahrscheinlich wurden die Berge erstmals bei einem Überflug zwischen dem 24. und 25. Februar 1940 während der United States Antarctic Service Expedition (1939–1941) unter der Leitung des US-amerikanischen Polarforschers Richard Evelyn Byrd gesichtet. Eine vom US-amerikanischen Geophysiker Charles Bentley geleitete Mannschaft, die zwischen 1957 und 1958 auf dem Landweg das Marie-Byrd-Land durchquerte, führte eine Kartierung der Formation durch. Namensgeber ist der US-amerikanische Geophysiker Albert P. Crary (1911–1987), stellvertretender wissenschaftlicher Leiter des US-amerikanischen Programms während des Internationalen Geophysikalischen Jahres (1957–1958).